# Biến trở
Biến trở là các thiết bị có điện trở thuần có thể biến đổi được theo ý muốn. Chúng có thể được sử dụng trong các mạch điện để điều chỉnh hoạt động của mạch điện.
Điện trở của thiết bị có thể được thay đổi bằng cách thay đổi chiều dài của dây dẫn điện trong thiết bị, hoặc bằng các tác động khác như nhiệt độ thay đổi, ánh sáng hoặc bức xạ điện từ,...
Cấu tạo của biến trở gồm 2 thành phần chính là con chạy và cuộn dây được làm bằng hợp kim có điện trở suất lớn.
Biến trở thường ráp trong máy phục vụ cho quá trình sửa chữa, cân chỉnh của kỹ thuật viên.
Ký hiệu của biến trở trong sơ đồ mạch điện có thể ở các dạng như sau:

## Cấu tạo
Biến trở thường được nối với các bộ phận khác trong một mạch điện gồm ba chốt: hai chốt nối với hai đầu biến trở, chốt còn lại nối với con chạy (hoặc tay quay).
Cấu tạo gồm các bộ phận chính như: cuộn dây làm bằng hợp kim (nikelin, nicrom,...), con quay, tay quay và than.

## Phân loại
- Biến trở tay quay
- Biến trở con chạy
- Biến trở than
- Biến trở dây cuốn

## Công dụng và nguyên lí hoạt động
Đúng như tên gọi của nó, biến trở làm thay đổi điện trở, nguyên lý hoạt động chủ yếu của biến trở là các dây dẫn được tách rời để thay đổi chiều dài dây dẫn . Trên các thiết bị sẽ có vi mạch điều khiển hay các núm vặn. Khi thực hiện điều khiển các núm vặn các mạch kín sẽ thay đổi chiều dài dây dẫn khiến điện trở trong mạch thay đổi.
Thực tế việc thiết kế mạch điện tử luôn có một khoảng sai số, nên khi thực hiện điều chỉnh mạch điện người ta phải dùng biến trở, lúc này biến trở có vai trò phân áp, phân dòng trong mạch. Ví dụ: Biến trở được sử dụng trong máy tăng âm để thay đổi âm lượng hoặc trong chiếu sáng biến trở dùng để thay đổi độ sáng của đèn.